# Juan Valera

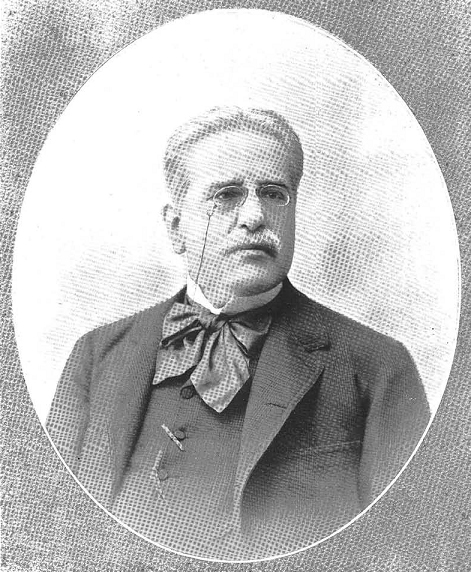
Juan Valera y Alcalá Galiano

Juan Valera y Alcalá-Galiano (18. října 1824, Cabra, Córdoba – 18. dubna 1905, Madrid) byl španělský realistický spisovatel a politik. Od roku 1861 byl členem Španělské královské akademie.

## Život
Narodil se ve městě Cabra v provincii Córdoba. Studoval práva v Málaze a na universitě v Granadě. V roce 1847 vstoupil do diplomatických služeb. Po následujících padesát let zastával řadu různých pozicí v řadě různých míst. Doprovázel španělského velvyslance v Neapoli, poté byl členem španělské delegace v Lisabonu (1850), Riu de Janeiru (1851–1853), Drážďanech a Petrohradě (1854–1857). Po návratu do Madridu se stal jedním z redaktorů liberálního deníku El Contemporáneo (1859), pak se stal vyslancem ve Frankfurtu (1856). Po revoluci v roce 1868 byl jmenován asistentem ministra zahraničí a v roce 1871 členem představenstva veřejného školství. Za vlády Alfonse XII. byl vyslancem v Lisabonu (1881–1883), Washingtonu (1883–1886) a Bruselu (1886–1888) a v letech 1893–1895 velvyslancem ve Vídni. V roce 1900 byl zvolen členem Akademie morálních a politických věd.
Za své diplomatické a politické kariéry psal prózy, patřící k nejlepším dílům španělské literatury. V čistotě dikce a kráse stylu nebyl ve Španělsku Valera nikdy překonán.

## Dílo

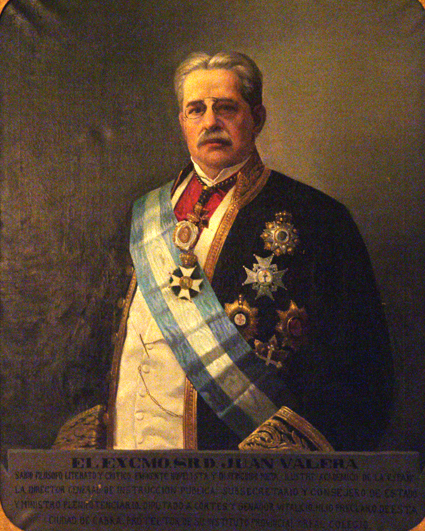
Juan Valera

### Romány
- Pepita Jiménez, 1874, Pepita Jiménezová), román líčící konflikt mezi láskou k ženě a láskou k Bohu v osobě seminaristy, patrně jeho nejznámější dílo,
- Las ilusions del doctor Faustino (1875),
- El comendador Mendoza (1876),
- Pepita la borracha (1878),
- Pasarse de listo (1878),
- Doña Luz (1879),
- Juanita la Larga (1895, Dlouhá Juanita),
- Genio y figura (1897),
- Morsamor (1899).

### Povídky a novely
- Parsondes (1859),
- El pájaro verde (1860, Zelený pták),
- El bermejiano prehistórico (1879),
- Zorina (1880),
- El hechicero (1894),
- Cuentos y chascarrillos andaluces (1896).
- El caballero del azor (1896),
- El cautivo de Doña Mencía (1897),
- Garuda o la cigüeña blanca (1898),
- El maestro Raimundico (1898).

### Poezie
- Ensayos poéticos (1844),
- Poesías (1858),
- Canciones, romances y poemas (1886).

### Divadelní hry
- Tentativas dramáticas (1871),
- Asclepigenia (1878),
- Gopa
- La venganza de Atahualpa
- Lo mejor del tesoro
- Estragos de amor y de celos.

### Články a eseje
- Estudios críticos sobre literatura, política y costumbres de nuestros días (1864),
- Disertaciones y juicios literarios (1878),
- Estudios críticos sobre filosofía y religión (1883),
- Nuevos estudios críticos (1888),
- Cartas americanas (1889),
- Nuevas cartas americanas (1890),
- Ventura de la Vega (1891).

## Filmové adaptace
- Pepita Jiménez (1925), španělský němý film, režie Agustín Carrasco,
- Pepita Jiménez (1946), mexický film, režie Emilio Fernández,
- Pepita Jiménez (1975), španělský film, režie Rafael Moreno Alba,
- Doňa Luz (1976), španělský televizní film, režie Josefina Molina,
- Pepita Jiménez (1978), španělský televizní film, režie Manuel Aguado,
- Juanita la Larga (1982), španělský televizní film, režie Eugenio Martín.

## Česká vydání
- Doňna Luz František Šimáček, Praha 1894, přeložil A. Pikhart,
- Zelený pták, Parsondes František Šimáček, Praha 1896, přeložil A. Pikhart,
- Pepita Ximenez, Jan Otto, Praha 1897, přeložil Josef Václav Sládek,
- Dlouhá Juanita, Československá akciová tiskárna, Praha 1925, přeložil Karel Likař